# Halogenbindung
Die Halogenbindung (auch Halogenbrücke) ist eine nicht-kovalente Bindung zwischen einem Halogen (X) (als Lewis-Säure) und einer Lewis-Base (B). Sie ist ähnlich der Wasserstoffbrückenbindung. Die bei dieser Bindung zum Tragen kommende Elektronenakzeptor-Eigenschaft der Halogene basiert auf dem Sigma-Loch, einer ungleichen Ladungsverteilung (Anisotropie) an diesen Atomen. Anwendungen der Halogenbindung finden sich in flüssigen Kristallen, in der Kristalltechnik, aber auch in vielen biologischen Prozessen.
Die meisten Halogenbindungen kommen mit Iod und Brom vor. Es existieren jedoch auch einige mit Fluor und Chlor.
Die Stärke einer Halogenbindung reicht von 5 bis 180 kJ/mol. Im Gegensatz zur Wasserstoffbrückenbindung ist die Halogenbindung stark gerichtet und hat einen optimalen Winkel von 180° zwischen R-X··B, wobei R der molekulare Rest ist, der mit dem Halogen verbunden ist. Die Stärke der Halogenbindung wird mitbestimmt durch die elektronischen Eigenschaften der Substituenten an X und B.

## Geschichte
Die erste Bericht über einen XB-Komplex stammt aus dem Jahr 1814 und beschrieb das Addukt aus Jod und Ammoniak, 1883 wurden XB-Komplexe beschrieben, die sich aus größeren Molekülen, wie z. B. Jodoform und Chinolin, zusammensetzen.
Das Sigma-Loch wurde 2021 erstmals mit einem Kelvinsonden-Kraftmikroskop direkt abgebildet.